# Zsolnai Tamás
Zsolnai Tamás (Budapest, 1995. december 28. –) magyar zumbainstruktor, táncos, tánctanár. 2018-ban beválasztották a ZUMBA Next Rising Presenter II. szériájának döntőjébe. A világ számos országában tartott már felkérés alapú mesterkurzusokat. Az Elfojtott szavak című könyv szerzője.

## Fiatalkora
Édesanyja matematika és fizika szakos tanárnő, édesapja vállalkozó.
Születése után sokat utazott a családjával. Gyermekkora nagy részét a Kanári-szigeteken és Spanyolországban töltötte.[forrás?] Hatéves korában a szülei elváltak, és édesanyja egyedül nevelte tovább Magyarországon.[forrás?]
Hatéves korától versenyszerűen úszott, több diákolimpiát és megyei bajnokságot is nyert. Az országos bajnokságon 2. helyezést ért el hátúszásban.
Budapestről Siófokra költöztek, itt járta ki az általános iskolát.[forrás?]
Iskolás évei közben Székesfehérváron vízilabdázott, hobbiszinten kajakozott és kenuzott. 2007-ben Budapesten elvégezte a Sütő Enikő Modelliskoláját,[forrás?] bár a modell szakmával komolyabban nem foglalkozott.
11 éves korában csatlakozott élete első táncórájához, ami rabul is ejtette. A kezdeti próbálkozások után egy új partnerrel, egy új egyesületben gyakorolt. Hetente három alkalommal utazott le Kistelekre a táncpróbákra. 2010-ben megnyerte a „Junior II. C” 10 tánc országos bajnokságot, még ugyanebben az évben „Junior II. C” Standard országos bajnok is lett. Sorban nyerte a hazai és a határon túli versenyeket.
A gimnáziumi évek kezdetekor a tánc miatt leköltözött Kistelekre. 2011-ben korosztályt és kategóriaszintet lépve megnyerte az „Ifjúsági B” 10 tánc országos bajnokságot.
16 éves korában elvégezte a zumba B1-es tréningjét és így zumbainstruktor lett. Heti 10 órát tartott a tanulás és a versenytánc mellett. Meghívást kapott több magyarországi csapathoz, illetve tartott mesterkurzust Spanyolországban is.
2012-ben részt vett egy zumbaoktatói képzésen, így a gimnázium mellett zumbaórákat tartott. Aerobic sportedző tanfolyamot végzett, mellette úszóedzői papírt is szerzett.
2014-ben felvételt nyert a Magyar Táncművészeti Egyetemre, ahol 2017-ben diplomázott.

## Zumbaoktató
Több alkalommal is fellépett a Papp László Budapest Sportaréna és a Hungexpo Budapesti Vásárközpont nagyszínpadán. Tartott kurzust a Testnevelési Egyetemen. Az évek során elvégezte az Aqua ZUMBA, a ZUMBA Kids & Kids Junior és a Strong Nation képzést. Európa számos országában szerveztek vele mesterkurzusokat. Többször turnézott Tajvanon, ahol a tradicionális hercegnő is vendégül látta. Rendezvényeket szerveztek vele többek közt Los Angelesben, Pekingben és Sanghajban.
A zumba tehetségkutató program 2017 tavaszán indult el „ZUMBA® Next Rising Star” néven. Célja az volt, hogy a világ minden pontjáról összegyűjtsék a tehetséges oktatókat és lehetőséget biztosítsanak nekik a debütálásra a világ legnagyobb ZUMBA® Fitness rendezvényén, a ZIN Convention-ön Orlandóban (USA, Florida).
2018-ban jelentkezett a tehetségkutató program második szériájába, a ZUMBA® Next Rising Presenterbe, aminek döntőjébe be is válogatták.
Magyarország jelenleg egyetlen ZUMBA Next Rising Presenter finalistája.
2022-ben jelent meg az Elfojtott szavak című motivációs könyve, melyben az élete során felmerülő nehézségek által szerzett tapasztalatokkal segíti az olvasókat a céljaik elérésében.